# Sarah Ramos
Sarah Emily Ramos (* 24. Mai 1991 in Los Angeles, Kalifornien) ist eine US-amerikanische Schauspielerin, die hauptsächlich durch ihre Rolle der Haddie Braverman  in der Fernsehserie Parenthood bekannt ist.

## Leben und Karriere
Ramos wurde in Los Angeles als Tochter eines philippinischstämmigen Vaters und einer jüdischen Mutter geboren. Ihren Abschluss an der Columbia University machte sie im Jahr 2015.
Ihre Karriere begann hauptsächlich als Mitwirkende von Werbespots. Ihre erste Rolle in einem Hauptcast bekam sie in der NBC-Fernsehserie American Dreams, welche von 2002 bis 2005 zu sehen war. Anschließend wurde sie für eine Rolle in der The-CW-Serie Runaway gecastet, welche aber nur kurzlebig war. Gastrollen hatte sie in Serien wie Scrubs, Close to Home, Ghost Whisperer, Law & Order, Wizards of Waverly Place, Without a Trace und Lie to Me. Anschließend wurde sie als Haddie Braverman in der Fernsehserie Parenthood gecastet, wobei sie diese Rolle als Hauptrolle bis zur 4. Staffel innehatte; danach war sie weiterhin als Gastdarstellerin zu sehen. Im Jahr 2016 wurde sie für eine Rolle in der Serie Midnight, Texas erneut beim Sender NBC gecastet, welche sie jedoch ebenfalls nur für die Zeit der ersten Staffel innehatte.